# 1920年の航空
< 1920年
1919年の航空 - 1920年の航空 - 1921年の航空

## 航空に関する出来事
- 1920年 - 英国の航空機メーカー、デ・ハビランド社が設立される。

ローマ・東京間の飛行ルート。2月14日に発ち、東京には5月31日に到着した

- 1月〜5月 - アルトゥーロ・フェラーリンら、2機のSVA機でローマ・東京間の飛行を行った。

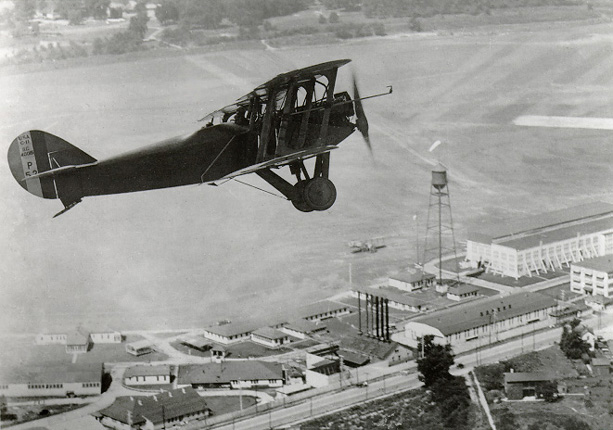
高度飛行の世界記録を樹立したLUSAC-11

- 2月27日 - ターボチャージャーを装備したアメリカ陸軍のLUSAC-11がルドルフ・シュレーダーの操縦で、10,099 mの高度飛行の世界記録を樹立した。
- 3月29日 - ロンドンをのクロイドン飛行場が開港した。1950年代まで、ロンドンを代表する国際空港として運営された。
- 4月21日 - スイス航空の前身であるアド・アストラ・アエロが設立された。
- 5月 - 名古屋市で三菱内燃機製造会社が設立された。
- 6月 - 日本海軍の桑原虎雄大尉が若宮丸の甲板から離艦した。
- 9月 - 英国のソッピース社が清算され、ホーカー社が設立される。
- 9月20日 - 第3回シュナイダー・トロフィー・レースが行われる。優勝はイタリアのサヴォイア S.12のルイージ・ボローニャ(Luigi Bolgna)。
- 9月28日 - 第6回の飛行機のゴードン・ベネット・カップ レースがフランスで行われた。優勝はジョゼフ・サジ＝ルコワントのニューポール 28V、アメリカ合衆国からは引き込み脚のデイトン・ライト RB-1が参加したがリタイアした。フランスの勝利が3回に達したため、ゴードン・ベネット・カップ レースは終了した。
- 9月28日 - ジョン・マクレディの操縦するLUSAC-11が、最高高度飛行記録を10,518 mに更新した。

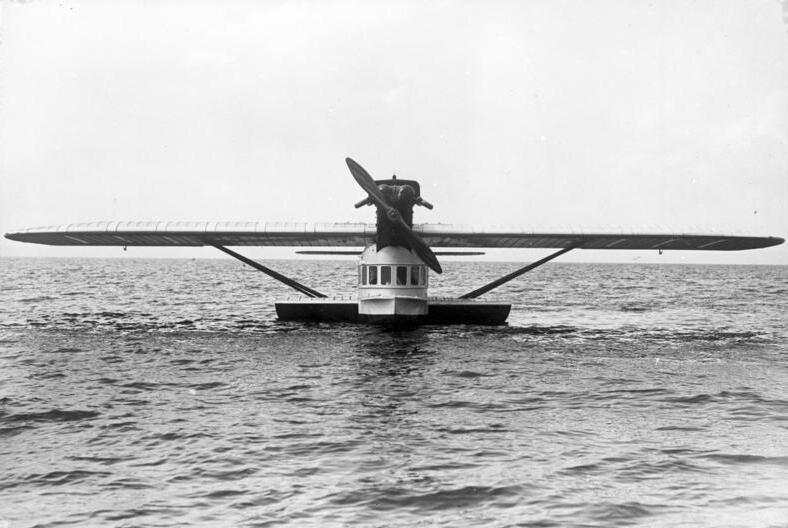
ドルニエ デルフィン III

- 10月9日 - フランスのパイロット、ベルナール・バルネ・ドゥロマネがS.P.A.D. S20で292,682 km/h の速度記録を樹立した。
- 10月20日 - フランスのパイロット、ポール・テストがツーロン沖のベアルンにアンリオ HD1で着艦するのに成功した。
- 11月16日 - オーストラリアの航空会社、カンタス航空が運航を開始した。
- 11月24日 - ドイツの水上機、ドルニエ デルフィン Iが初飛行した。
- 12月12日 - フランスのパイロット、ジョゼフ・サジ＝ルコワントが313.043 km/hの速度記録を樹立した。
- 12月16日 - ジョルジュ・ネリスがベルギーの航空機メーカー、SABCAを設立した。

## 航空に関する賞の受賞者
- フランス飛行クラブ大賞（Grande Médaille de l'Aéro-Club de France ）：ジョゼフ・サジ＝ルコワント